# Hypena plagiorhabda
Hypena plagiorhabda là một loài bướm đêm trong họ Erebidae.